# Caperella orbita
Caperella orbita is een slakkensoort uit de familie van de Tornidae. De wetenschappelijke naam van de soort is voor het eerst geldig gepubliceerd in 1900 door Hedley.